# Федерация футбола Мексики

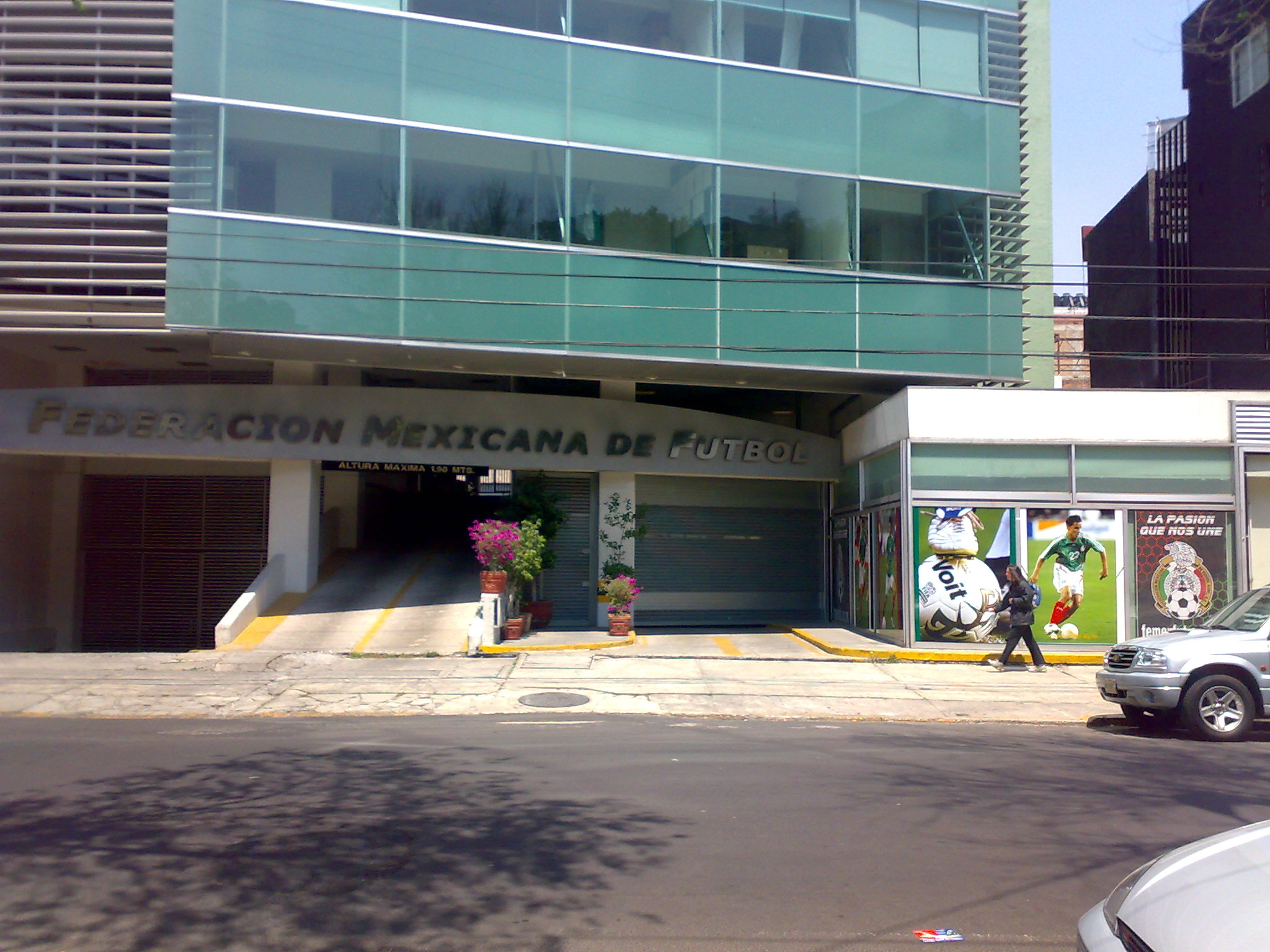
Штаб-квартира федерации футбола Мексики в Мехико.

Федерация футбола Мексики (исп. Federación Mexicana de Fútbol Asociación, A.C.; сокр. FMF или Femexfut) — организация, осуществляющая управление футболом в Мексике. Под её администрацией находятся мужская и женская национальные сборные, четыре уровня профессиональной мексиканской лиги, супер-лига по женскому футболу, студенческая лига, полупрофессиональные и любительские лиги, а также сборные по пляжному и мини-футболу.
Федерация футбола Мексики была основана 23 августа 1927 года. Первым президентом стал Умберто Гарса Рамос. Нынешний президент —- Хустино Компеа́н, на должности с 2006 года. Штаб-квартира федерации находится в городе Мехико.
Федерация является членом КОНКАКАФ и ФИФА и подчиняется уставу и целям руководящего органа мирового футбола.
Чемпионат Мексики состоит из четырёх профессиональных дивизионов: Лига МХ, Ассенсо МХ, Сегунда Дивисьон и Терсера Дивисьон.